# 塔拉特·通恰尔普
塔拉特·通恰尔普（英語：Talat Tunçalp，1915年10月1日—2017年1月1日），是一名出生于土耳其伊斯坦布尔的单车手。

## 生平
他出生年代有不同解释，包括1915年、1917年和1919年。在1932年，他开始进行单车比赛，并获得第一次短距离比赛胜利。1933年至1949年期间，他获得了16次道路比赛的土耳全国其冠军和15次短道速赛冠军。1936年，他参加了柏林举办的夏季奥运会，并获得第八名。1948年，他再次参加夏季奥运会，但是并未能完成个人比赛。
1949年，他宣布退役。1950年，他担任土耳其自行车总会主席，并任至1967年。同年协助成立土耳其总统杯自行车赛。在2014年1月14日哈萊特·錢貝爾去世后，他被视为寿命最久的土耳其奥林匹克选手。2017年1月1日，塔拉特·吞卡爾培去世，享年101岁。他的葬礼在希什利清真寺进行，之后葬于金吉尔利库尤公墓。